# Apfelstrudel
Apfelstrudel ("Æblestrudel" el. "Æblerulle") er en udbredt type strudel. Til tilberedning bruges såkaldt strudeldej, men også butterdej, kvarkdej, eller gærdej. Desserten er et traditionelt wienerbrød i det østrigske køkken og andre områder af det tidligere Østrig-Ungarn.

## Beskrivelse
Fyldet i en apfelstrudel består normalt af skiveskårne søde og sure æbler (skrællet og uden kerner), mørke rosiner og brødkrummer ristet i smør, smagt til med kanel og perlesukker.
Apfelstrud serveres frisk, lun og sprød, kold eller genopvarmet. Der spredes ofte flormelis på toppen. Af og til serveres æblestrudelen også med vaniljecrem, vaniljeis eller flødeskum, men dette svarer ikke til den traditionelle anretning i Østrig.
Ekstraingredienser kan være revede mandler, hakkede valnødder, rosiner gennemblødt i spiritus, revet citronskal, æbler marineret i citronsaft, creme fraiche eller en mælkefløde-æggeblanding.

## Historie
Oprindelsen til strudeldejen ligger sandsynligvis i Arabien, hvorfra den blev bragt via Egypten, Palæstina og Syrien til Tyrkiet. Efter erobringen af Konstantinopel i 1453, gik opskriften, muligvis udviklet fra tyrkisk baklava eller et fyldt fladbrød, over Balkan til Wien. Maden blev brugt som feltration, grundet dens lange holdbarhed. Under Donau-monarkiet kom apfelstrudel (ungarsk: Almásrétes) fra Ungarn til Wien. Under de tyrkiske belejringer i det 16. og 17. århundrede lærte ungarerne, hvordan man tilbereder den papirtynde, håndtrukne dej. Apfelstrudel blev første gang nævnt skriftligt i 1696.
| Citat | Apfelstrudel findes i mange lande, og metoden til at lave den er velkendt og ingen speciel kunst. Men af alle typer af dette højt elskede bagværk er den wienerske apfelstrudel den mest berømte og foretrukne. Udlændingen, der kommer til Wien, spiser gerne dobbelte portioner af denne ret, som er wienerkøkkenets ære. På alle serveringssteder med et raffineret køkken i udenlandske byer tilbydes wienersk apfelstrudel, lavet af østrigske kokke, som en specialitet og delikatesse. | Citat |
| Das Geheimnis des Wiener Apfelstrudels (Hemmeligheden bag den Wienerske Apfelstrudel) i det østrigske blad Die Frau und Mutter, XIX. årgang, marts 1930 (med billeder af tilberedningen) | |       |

## Diverse
På de østrigske markeder kaldes passende sure æblesorter "Strudler".
Verdens længste Apfelstrudel blev bagt den 15. august 2015 i Kaprun/Østrig og var 752 meter lang.